# Achicourt
Ne doit pas être confondu avec Chicourt.
Achicourt est une commune française située dans le département du Pas-de-Calais en région Hauts-de-France. Ses habitants sont appelés les Achicouriens. La commune est membre de la communauté urbaine d'Arras.
Au milieu du XVIIIe siècle, la Société du Duc de Guînes y a creusé un puits et recherché sans succès la houille.

## Géographie

### Localisation
Localisée dans le sud-est du département du Pas-de-Calais, La ville d'Achicourt est limitrophe, au nord, de la commune d'Arras (chef-lieu d'arrondissement et préfecture du Pas-de-Calais).
La citadelle d'Arras est à proximité immédiate de la commune, 15 ha de terrains autrefois militaires constitués de bois sont situés sur son territoire. Il est heureux pour les habitants d'Achicourt que cette citadelle se soit appelée « La belle inutile », ils n'ont plus eu à subir les méfaits d'un siège depuis la prise d'Arras par Louis XIV.
Le territoire de la commune est limitrophe de ceux de cinq communes.
Les communes limitrophes sont Arras, Agny, Wailly, Beaurains et Dainville.

### Géologie et relief
La superficie de la commune est de 5,94 km2 ; son altitude varie de 60  à   101 mètres.

### Hydrographie
Le territoire de la commune est situé dans le bassin Artois-Picardie.
La commune est traversée par la rivière le Crinchon, un affluent en rive-droite de la Scarpe (et donc un sous-affluent de l'Escaut) qui prend sa source à Bailleulmont et se jette dans la rivière Scarpe au niveau de la commune de Saint-Nicolas.

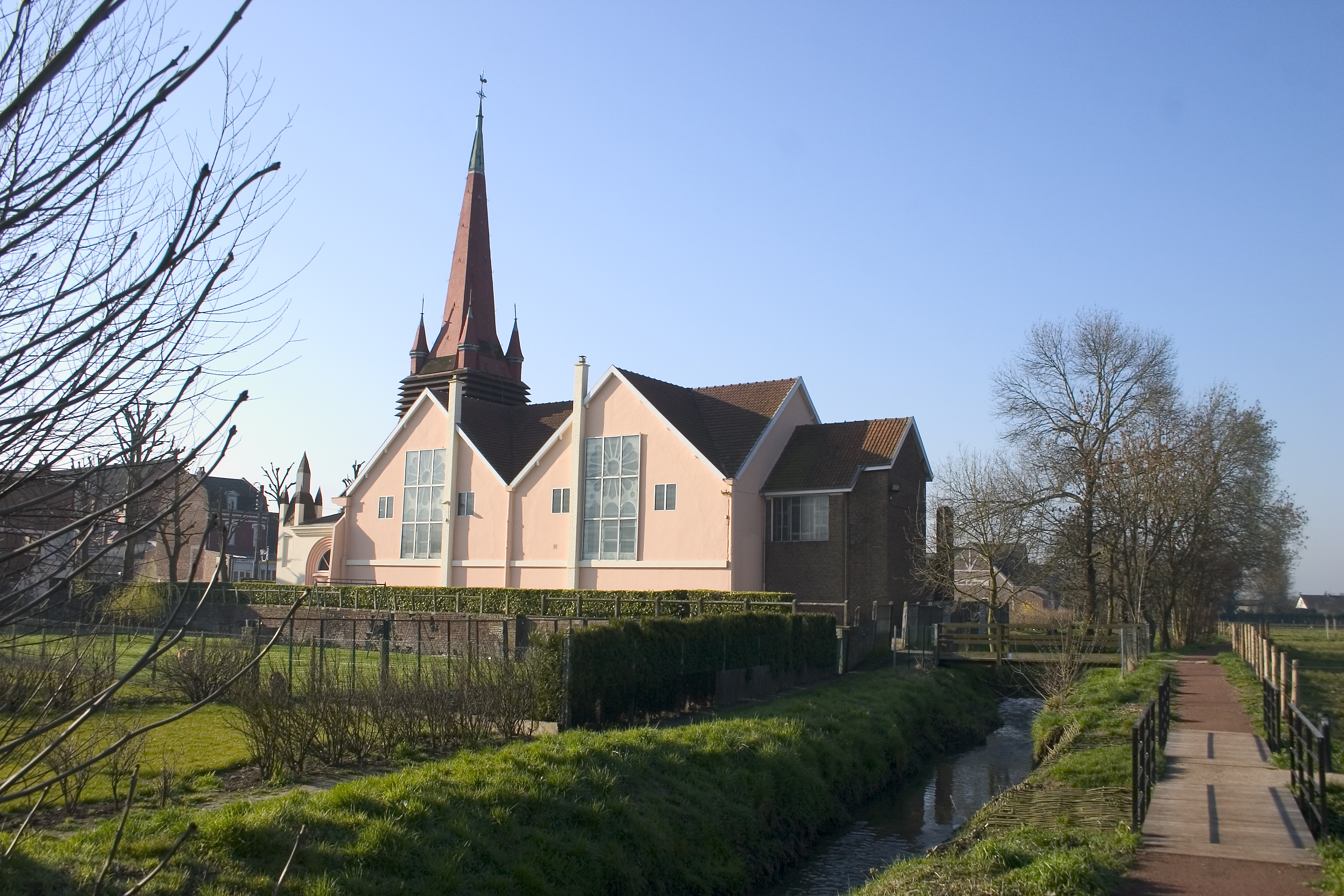
Le Crinchon, élément de la trame bleue de l'Arrageois, ici derrière l'église Saint-Vaast.
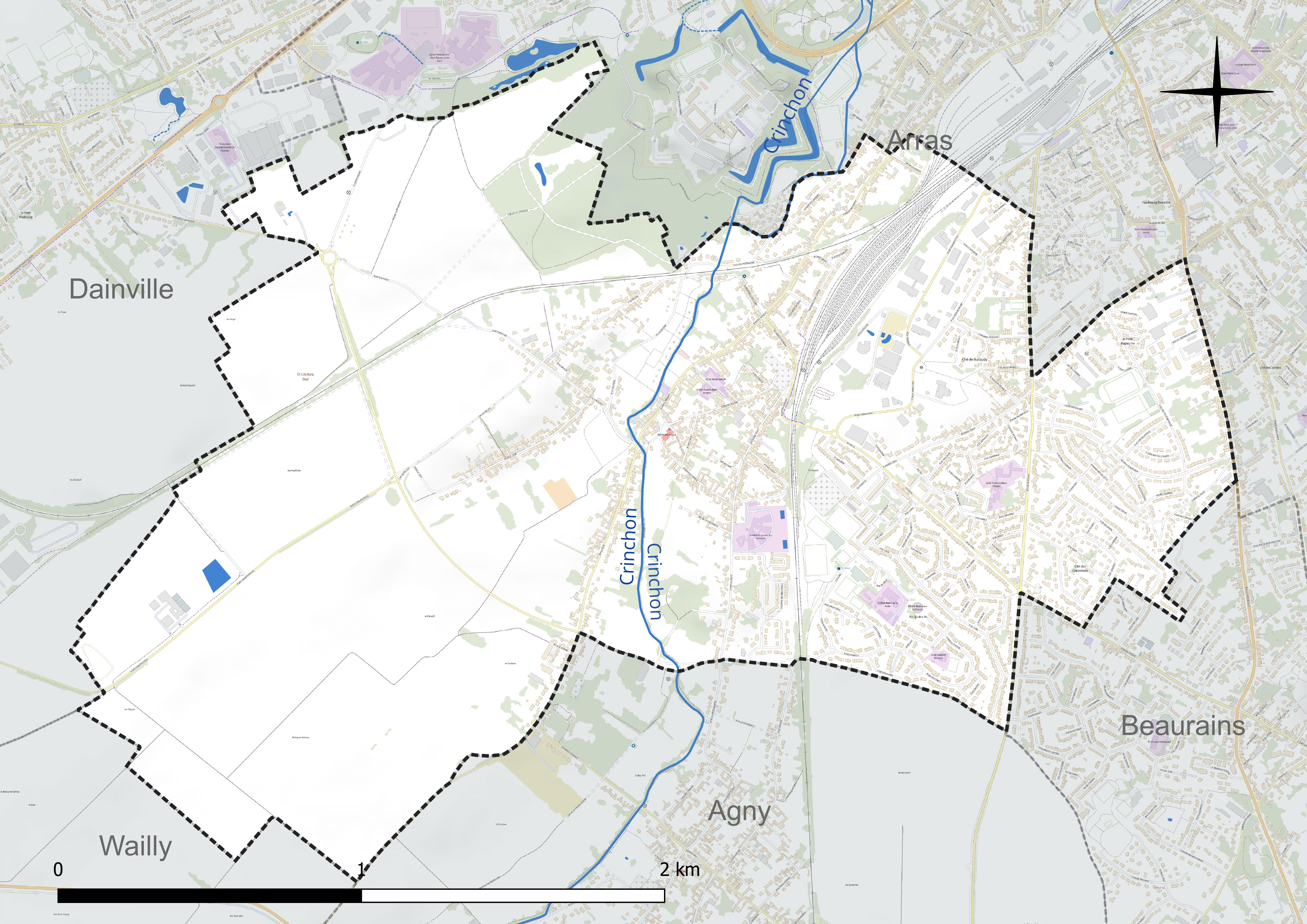
Réseau hydrographique d'Achicourt[Note 1].

### Climat
Pour des articles plus généraux, voir Climat des Hauts-de-France et Climat du Nord-Pas-de-Calais.
En 2010, le climat de la commune est de type climat océanique dégradé des plaines du Centre et du Nord, selon une étude du CNRS s'appuyant sur une série de données couvrant la période 1971-2000. En 2020, Météo-France publie une typologie des climats de la France métropolitaine dans laquelle la commune est exposée à un climat océanique et est dans la région climatique Nord-est du bassin Parisien, caractérisée par un ensoleillement médiocre, une pluviométrie moyenne régulièrement répartie au cours de l’année et un hiver froid (3 °C).
Pour la période 1971-2000, la température annuelle moyenne est de 10,1 °C, avec une amplitude thermique annuelle de 14,6 °C. Le cumul annuel moyen de précipitations est de 744 mm, avec 12,1 jours de précipitations en janvier et 8,9 jours en juillet. Pour la période 1991-2020, la température moyenne annuelle observée sur la station météorologique la plus proche, située sur la commune de Wancourt à 8 km à vol d'oiseau, est de 10,8 °C et le cumul annuel moyen de précipitations est de 711,4 mm,. Pour l'avenir, les paramètres climatiques de la commune estimés pour 2050 selon différents scénarios d'émission de gaz à effet de serre sont consultables sur un site dédié publié par Météo-France en novembre 2022.

### Paysages
Pour un article plus général, voir Paysage en France.
La commune s’inscrit dans les « paysages des grandes plaines arrageoises et cambrésiennes » tels qu'ils sont définis dans l'atlas de paysages de la région Nord-Pas-de-Calais, conçu par la direction régionale de l'Environnement, de l'Aménagement et du Logement (DREAL),. 
Ces « paysages des grandes plaines arrageoises et cambrésiennes », qui concernent 238 communes, sont constitués de 80,36 % de cultures, de 8,01 % d'espaces artificialisés avec les communes principales de Cambrai, Caudry, Bapaume et Avesnes-le-Comte, de 7,25 % de prairies naturelles, permanentes, de 3,19 % de forêts et de milieux semi-naturels, 0,77 % de friches industrielles, de 0,38 % de cours d'eau et plan d'eau et de 0,04 % d’espaces industriels. Ces paysages sont dominés par les « grandes cultures » de céréales et de betteraves industrielles qui représentent 70 % de la surface agricole utilisée (SAU).

### Milieux naturels et biodiversité
Non loin de la citadelle d'Arras, s'étend l'espace naturel dit la Bassure. Cette zone basse, humide et prairiale a longtemps été destinée à la culture maraîchère. Elle est située dans l'ancien lit d'inondation du Crinchon. Elle fait depuis peu l'objet d'une gestion différenciée, avec l'aide d'herbivores (chèvres, zébus nains, petits ânes, alpagas et des moutons d'Ouessant) appartenant à la société Ecozone.

Cet espace semi-naturel est intégré dans la trame verte et bleue locale (maillage de corridors biologiques) reliant les milieux naturelsou à renaturer de Wailly à Fampoux, dans la TVB de la communauté urbaine d'Arras (CUA). La Bassure joue notamment un rôle de « zone tampon » pour la trame bleue de l'Arrageois, le long de la Scarpe et du Crinchon (via l'ancien réseau de fossés de drainage creusés pour le maraîchage). Ce réseau se remplit en cas de crue, et contribue à épurer et infiltrer l'eau, contribuant à la recharge des nappes superficielles.

La Bassure est aussi un lieu de promenade et de loisir avec un sentier pédestre, des jardins familiaux (vingt-huit jardiniers) et des zones de pâturage.

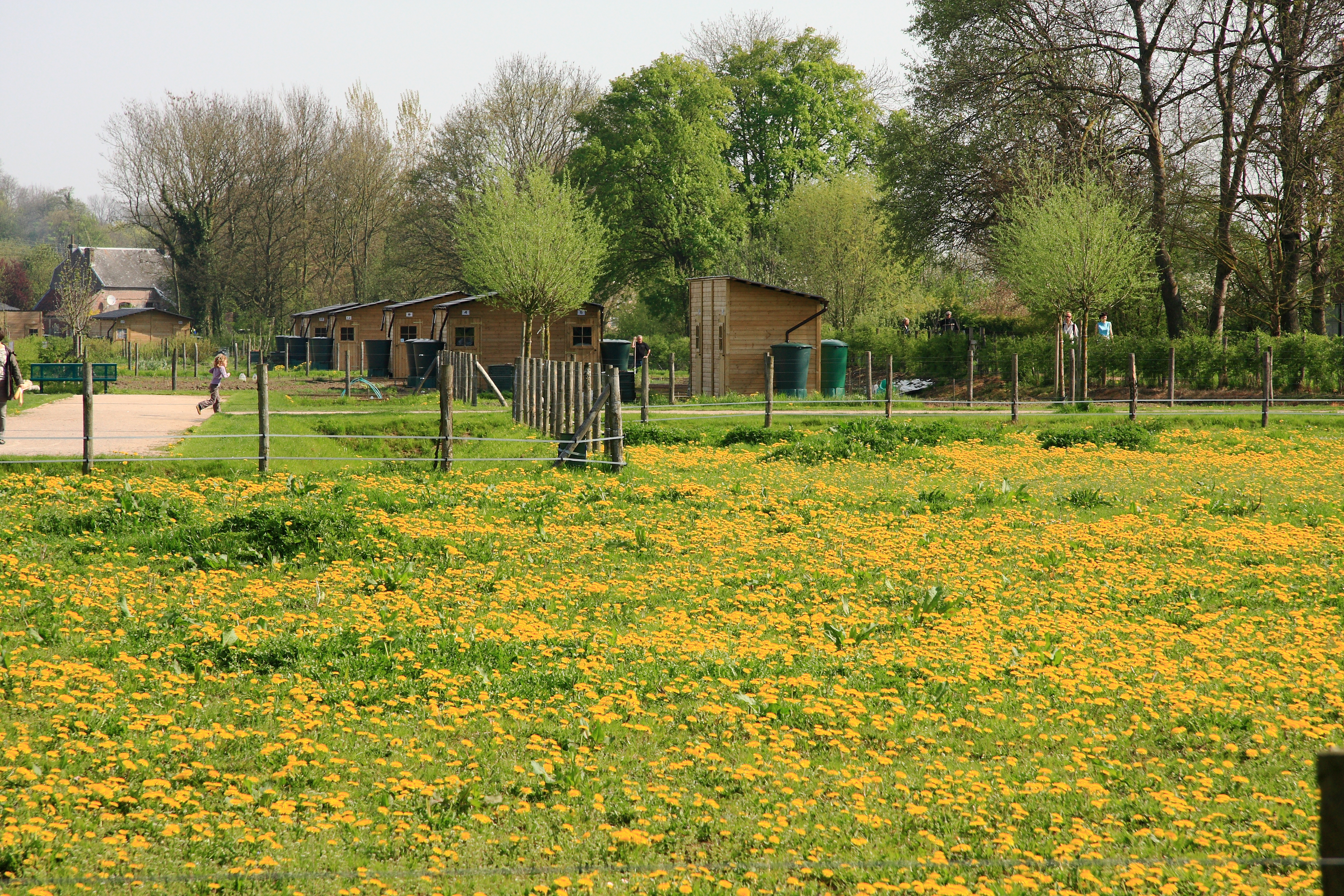
La Bassure, zone inondable proche du Crinchon.
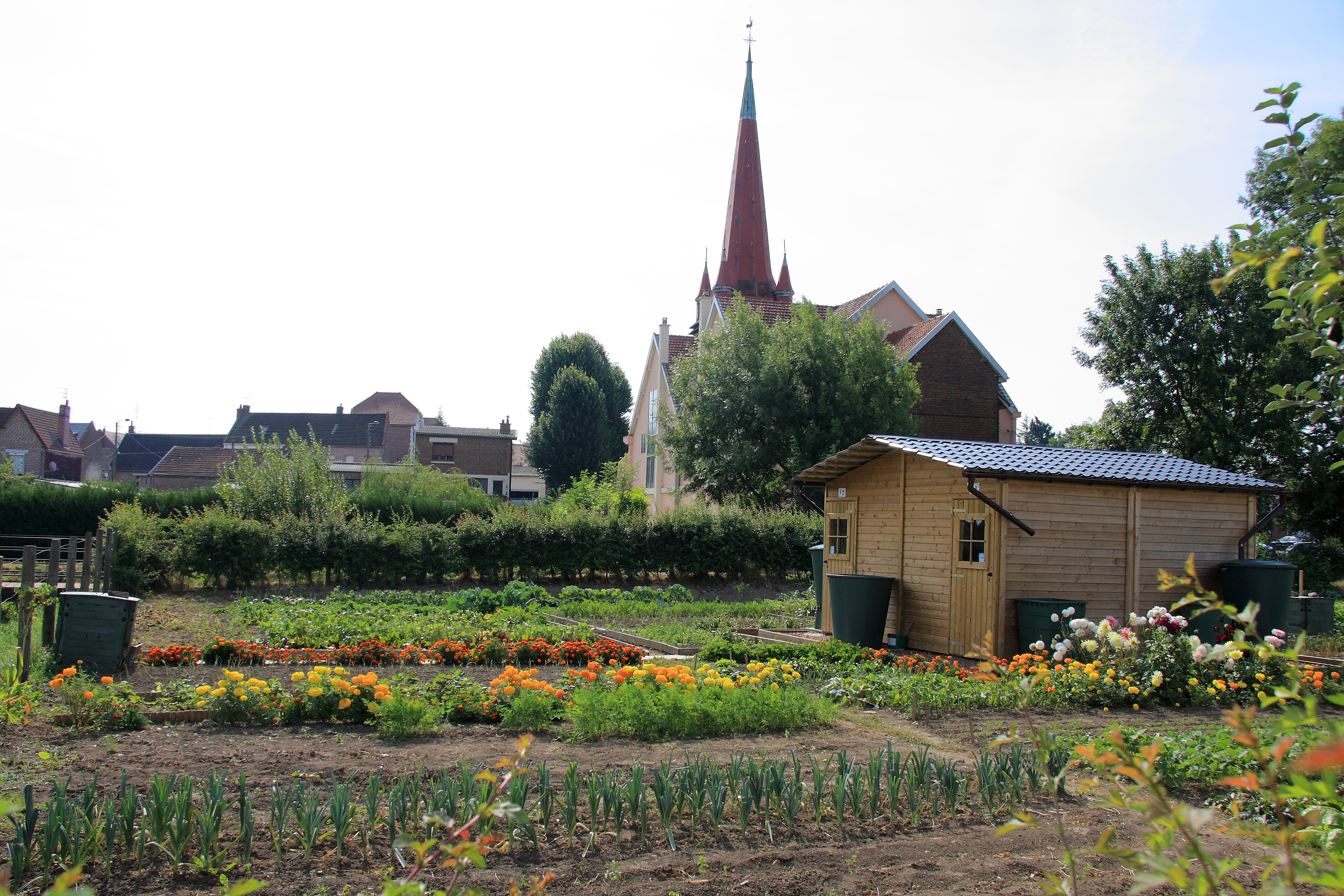
Les jardins familiaux de la zone de La Bassure.

#### Espèces faunistiques et floristiques
L’Inventaire national du patrimoine naturel (INPN) recense plusieurs espèces faunistiques et floristiques sur le territoire de la commune dont certaines sont protégées et d’autres menacées et quasi-menacées.

## Urbanisme

### Typologie
Au 1er janvier 2024, Achicourt est catégorisée grand centre urbain, selon la nouvelle grille communale de densité à sept niveaux définie par l'Insee en 2022.
Elle appartient à l'unité urbaine d'Arras, une agglomération intra-départementale regroupant 15  communes, dont elle est une commune de la banlieue,,. Par ailleurs la commune fait partie de l'aire d'attraction d'Arras, dont elle est une commune du pôle principal,. Cette aire, qui regroupe 163 communes, est catégorisée dans les aires de 50 000 à moins de 200 000 habitants,.

### Occupation des sols
L'occupation des sols de la commune, telle qu'elle ressort de la base de données européenne d’occupation biophysique des sols Corine Land Cover (CLC), est marquée par l'importance des territoires agricoles (51,4 % en 2018), en diminution par rapport à 1990 (52,6 %). La répartition détaillée en 2018 est la suivante : 
terres arables (40,4 %), zones urbanisées (39,5 %), zones agricoles hétérogènes (11,1 %), zones industrielles ou commerciales et réseaux de communication (6,5 %), espaces verts artificialisés, non agricoles (2,6 %). L'évolution de l’occupation des sols de la commune et de ses infrastructures peut être observée sur les différentes représentations cartographiques du territoire : la carte de Cassini (XVIIIe siècle), la carte d'état-major (1820-1866) et les cartes ou photos aériennes de l'IGN pour la période actuelle (1950 à aujourd'hui).

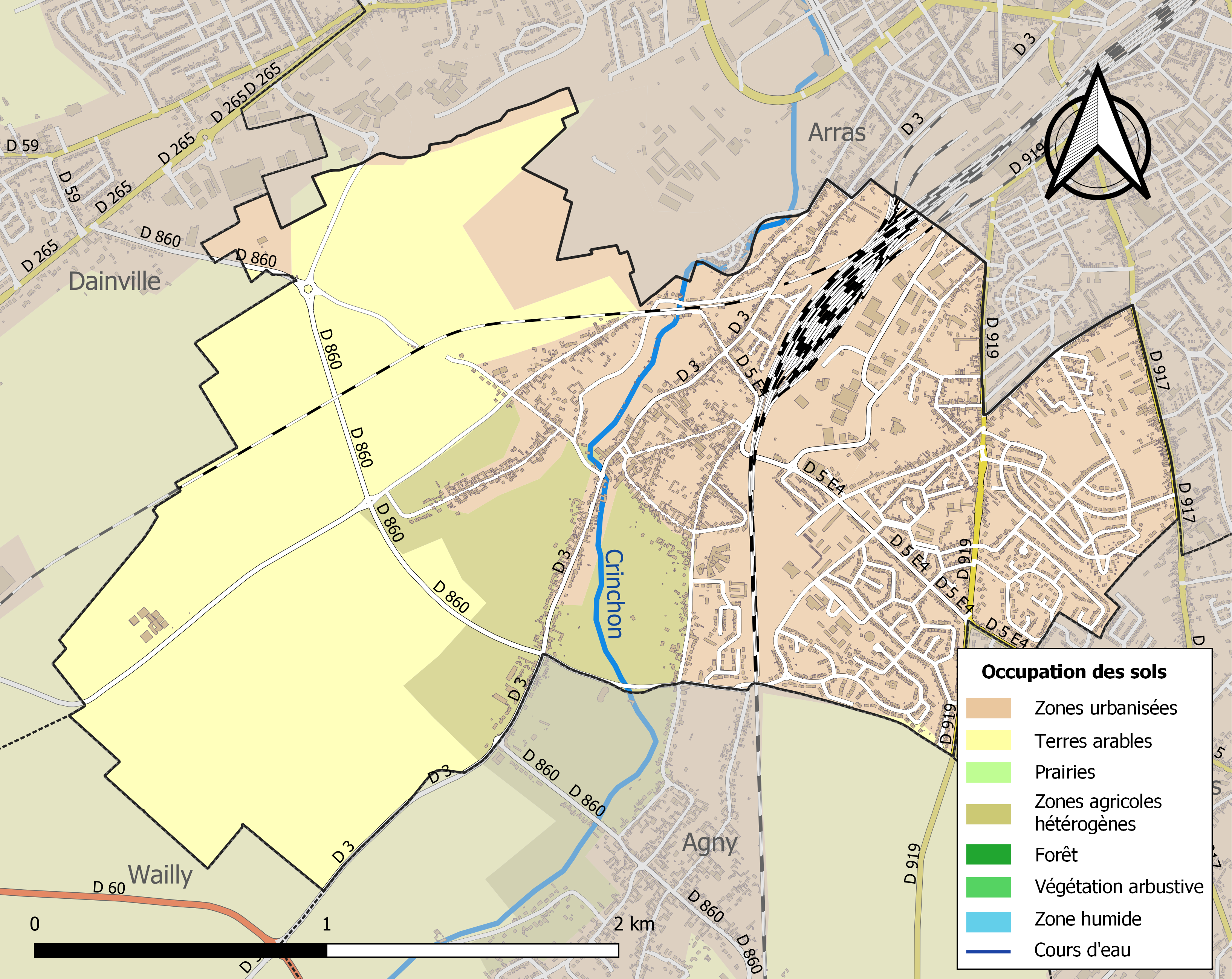
Carte des infrastructures et de l'occupation des sols de la commune en 2018 (CLC).

### Logement
En 2021, le nombre total de logements dans la commune était de 3 929, alors qu'il était de 3 707 en 2015 et de 3 410 en 2010
, soit une progression du nombre total de logements de 15,2 % depuis 2010.
Parmi ces 3 929 logements, 93,5 % étaient des résidences principales, (soit 3 673 logements), 0,6 % des résidences secondaires et 6,0 % des logements vacants. Ces logements étaient pour 71,1 % d'entre eux des maisons individuelles et pour 28,6 % des appartements.
Sur les 3 673 résidences principales, 57,3 % sont occupées par des propriétaires,  41,8 % par des locataires et 0,9 % par des personnes logées gratuitement.
Le tableau ci-dessous présente la typologie des logements à Achicourt en 2021 en comparaison avec celle du Pas-de-Calais et de la France entière. Une caractéristique marquante du parc de logements est ainsi la faible proportion des résidences secondaires et logements occasionnels (0,6 %) par rapport au département (6,5 %) et à la France entière (9,7 %) ainsi que d'une proportion de logements vacants (6,0 %) inférieure à celle du département (7,3 %) et de la France entière (8,1 %).
| Typologie                                               | Achicourt | Pas-de-Calais | France entière |
| ------------------------------------------------------- | --------- | ------------- | -------------- |
| Résidences principales (en %)                           | 93,5      | 86,1          | 82,2           |
| Résidences secondaires et logements occasionnels (en %) | 0,6       | 6,5           | 9,7            |
| Logements vacants (en %)                                | 6,0       | 7,3           | 8,1            |

### Voies de communication et transports
Deux lignes de chemin de fer coupent le territoire de la commune, l'une est la ligne Paris - Lille partageant la commune en deux, l'autre est la ligne Arras - Saint-Pol-sur-Ternoise passant à niveau sur une artère principale. Sur cette deuxième ligne subsiste encore la gare d'Achicourt, cependant les trains ne s'y arrêtent plus.

## Toponymie
Le nom de la localité est attesté sous les formes Harcicortis (1047) ; Harchicurt, Harcicurt in parrochia, Hadis XIIe siècle ; Harchecourt (1238) ; Harchicourt (1246) ; Harcicort (1256) ; Hachicourt (1258) ; Hacecourt (1261) ; Harchycort (1267) ; Hacycourt (1307) ; Hacicourt (XVe siècle) ; Hachi-cour (1739) ; Achicourt en 1793 et depuis 1801.
Hées est un hameau rattaché à Achicourt en 1790.

## Histoire
« L'histoire d'Achicourt et du Pouvoir de Hées est intimement liée à celle de la ville d'Arras, le Pouvoir de Hées s'est incrusté dans la ville, depuis la rue des Capucins jusqu'au faubourg Ronville. La moitié de ce pouvoir fait maintenant parti de la ville. »
— Marie-Thérèse Nison-Lecointe, Achicourt, Regards sur le passé
Le village d'Achicourt comprenait trois seigneuries :
- La seigneurie de Hées qui appartenait à l'abbaye de Saint-Vaast ; elle s'étendait depuis la porte Ronville jusqu'au Petit-Bapaume, de là par le Caumont, a rue du Pont de Hées, la rivière le Crinchon jusqu'au Malvaux, pour revenir à la Citadelle et les Promenades jusqu'à la porte Pugniel.
- La seignerie de La Vigne emplacement des Promenades (ou les Allées) et une partie de la Citadelle.
- Une seigneurie dite d'Harcicort s'étendait depuis l'église de Hées, ancienne église détruite en 1914, au milieu du vieux cimetière, jusque Agny et vers Wailly

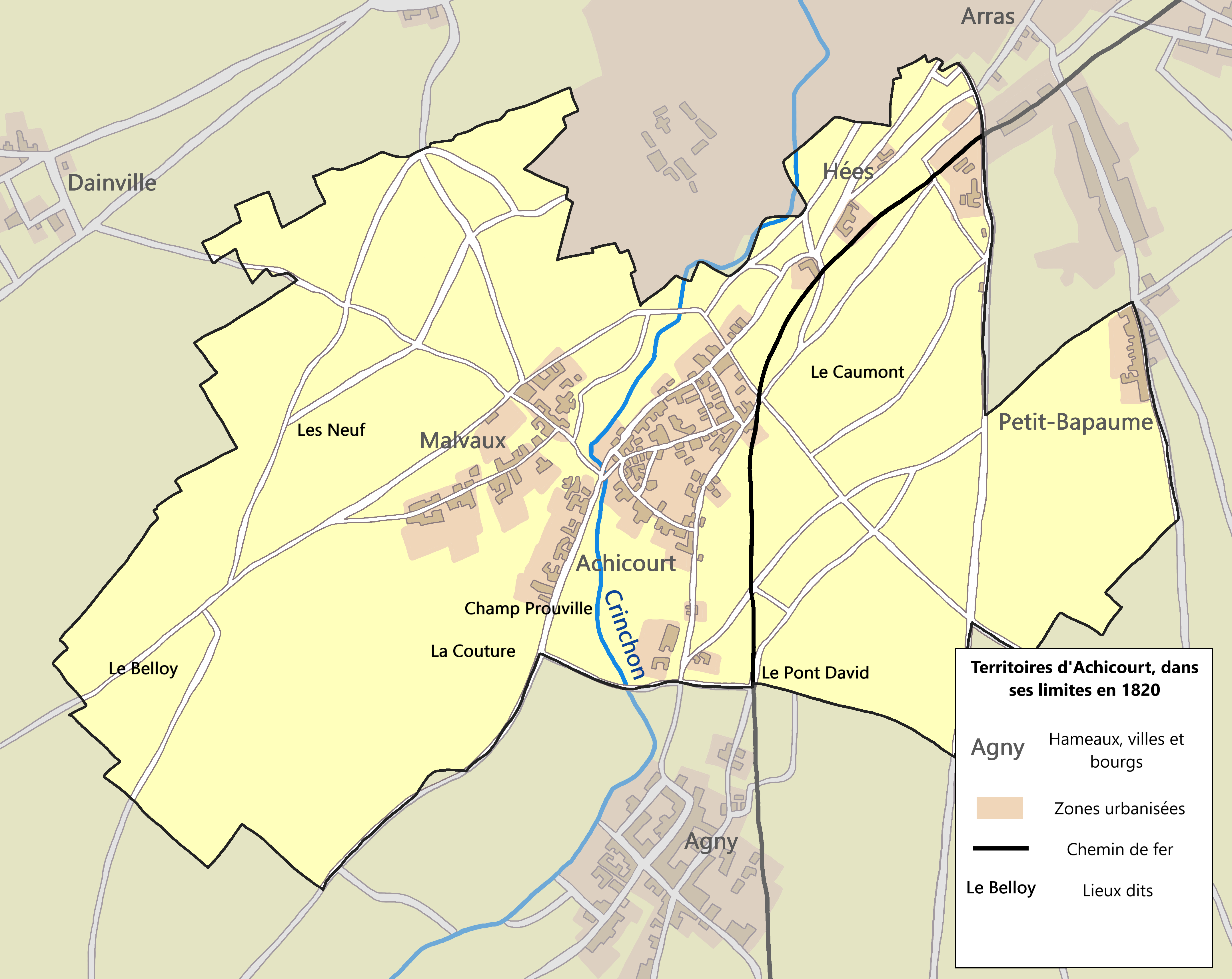
Territoires d'Achicourt dans ses limites en 1820,.

Achicourt était au départ construit autour du centre-ville actuel. Parmi les plus vieilles familles achicouriennes des XIXe et XXe siècles, nous citerons les familles Cailleretz, Wache, Laine, Legrand, toutes descendantes des comtes d'Achicourt, et eux-mêmes d'Haricerius, vraisemblablement un des premiers habitants et fondateur de la ville selon la légende. La grande majorité de ces habitants cultivaient des légumes (les maraîchers), le long du Crinchon et allaient les vendre à Arras avec leurs ânes (d'où l'expression les baudets d'Achicourt).
Au milieu du XVIIIe siècle, la Société du Duc de Guînes a creusé un puits et recherché, sans succès, la houille.
Avec le développement du chemin de fer, un grand nombre de logements furent construits pour loger les cheminots dans le secteur du Petit Bapaume. La cité des cheminots avait son église (Saint-Christophe), ses installations sportives (piscine, stade…).
Pendant la Première Guerre mondiale, une partie d'Achicourt fut détruite notamment la mairie, l'église et le moulin. Celui-ci fut reconstruit en 1994 à son emplacement initial comme la mairie après la Première Guerre mondiale. L'église Saint-Vaast, quant à elle, fut bâtie près du Crinchon, elle était située auparavant au cimetière no 1 d'Achicourt.
La commune est décorée de la croix de guerre 1914-1918 par décret du 23 septembre 1920, distinction également attribuée à 276 autres communes du Pas-de-Calais.
Les écoles détruites lors de cette guerre furent reconstruites avec le concours financier du Sénégal, la rue des écoles s'appelant rue de Dakar.
Achicourt possédait une communauté protestante qui avait un temple. Le bâtiment de ce lieu de culte existe encore mais il a été transformé.
Dans les années 1960 la ville a connu une phase de périurbanisation, avec une zone pavillonnaire et des appartements (les 4 AS) d'où la formation de deux nouveaux quartiers : le nouvel Achicourt (« Quartier du petit Bapaume » et « Quartier des 4 As ») et l'ancien Achicourt séparés par la voie ferrée Paris-Lille.
Il n'y a plus maintenant de maraîchers professionnels mais ce caractère de culture maraîchère subsiste notamment avec l'aménagement de jardins le long de la rivière dans la zone de La Bassure.

## Politique et administration

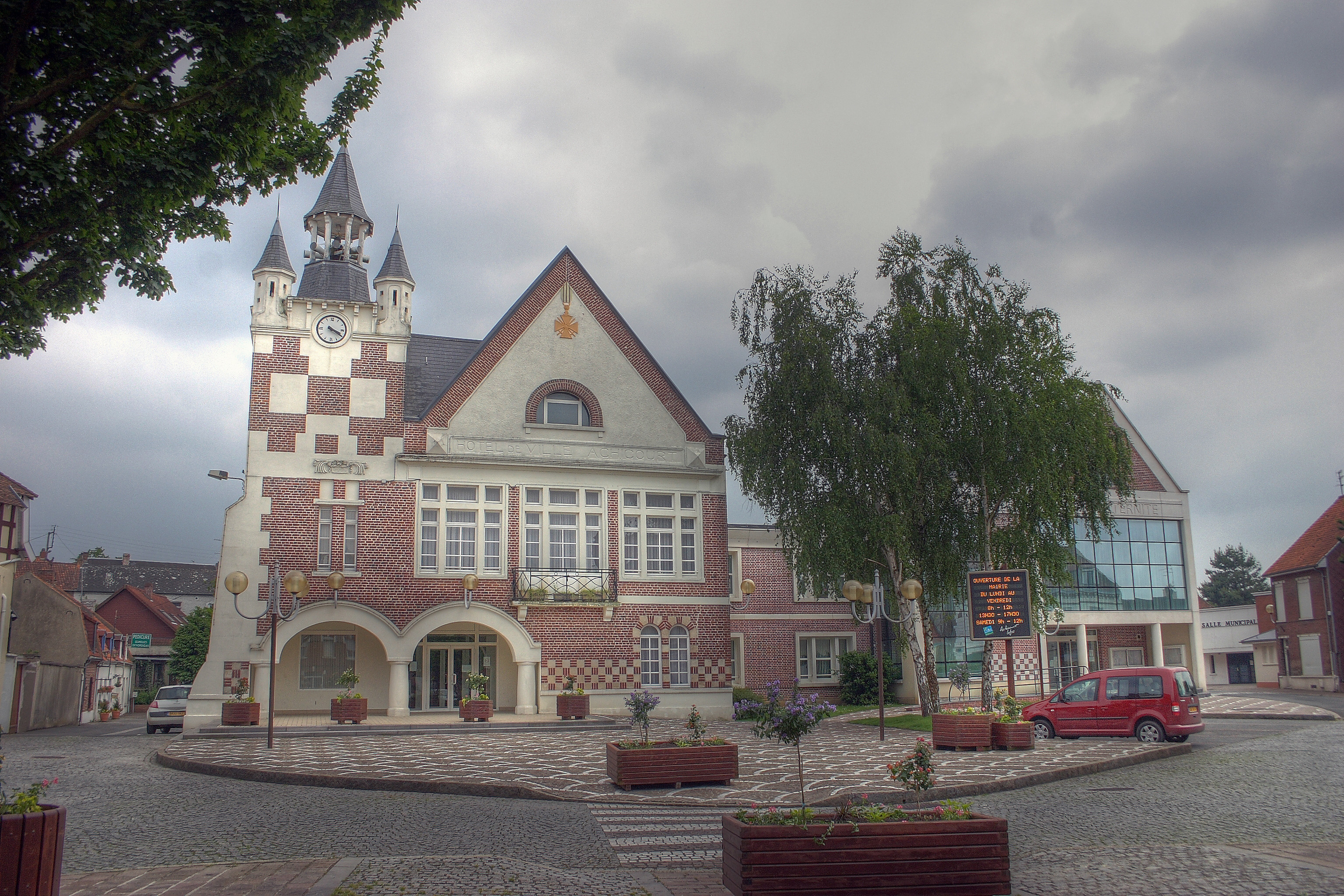
La mairie d'Achicourt.

### Découpage territorial
La commune se trouve dans l'arrondissement d'Arras du département du Pas-de-Calais.

#### Commune et intercommunalités
La commune est membre de la communauté urbaine d'Arras qui regroupe 46 communes et totalise 109 776 habitants en 2021.

#### Circonscriptions administratives
La commune est rattachée au canton d'Arras-3.

#### Circonscriptions électorales
Pour l'élection des députés, la commune fait partie de la deuxième circonscription du Pas-de-Calais.

### Élections municipales et communautaires

#### Liste des maires
Le maire de 2008 à 2020, était Pascal Lachambre, socialiste. Il était également président de la Communauté Urbaine d'Arras. Son action à Achicourt et dans l'arrageois est vivement contestée particulièrement son programme urbanistique et le nouveau PLUI de l'arrageois pour 2020-2030. Il a été mis en cause aux élections municipales pour avoir planifié une trop forte urbanisation dans des zones naturelles préservées et calmes. Il ne s'est pas représenté et a choisi l'écologiste Didier Willemaet comme successeur. C'est la liste de Jean-Paul Leblanc qui l'a emporté.

#### Élections municipales
Aux élections municipales de 2020, le divers gauche Jean-Paul Leblanc l'emporte (48 % des voix), contre Didier Willemaet (28,15 %) et la liste d'Anaïs Honnart (23,58 %).
- Maire sortant : Pascal Lachambre (PS)
- 29 sièges à pourvoir au conseil municipal (population légale 2017 : 7 799 habitants)
- 5 sièges à pourvoir au conseil communautaire (CU d'Arras)

|                          |                          |                          |              |              |             |             |        |        |  |
| Tête de liste            | Tête de liste            | Liste                    | Premier tour | Premier tour | Second tour | Second tour | Sièges | Sièges |  |
| Tête de liste            | Tête de liste            | Liste                    | Voix         | %            | Voix        | %           | CM     | CC     |  |
|                          | Jean-Paul Leblanc        | DVG                      | 942          | 38,62        | 1 185       | 48,27       | 22     | 4      |  |
|                          | Didier Wallemaet         | DVG                      | 682          | 27,96        | 691         | 28,15       | 4      | 1      |  |
|                          | Anaïs Honnart            | SE                       | 581          | 23,82        | 579         | 23,58       | 3      | 0      |  |
|                          | Patrice Magneron         | SE                       | 234          | 9,59         |             |             | 0      | 0      |  |
|                          |                          |                          |              |              |             |             |        |        |  |
| Votes valides            | Votes valides            | Votes valides            | 2 439        | 96,71        | 2 455       | 97,69       |        |        |  |
| Votes blancs             | Votes blancs             | Votes blancs             | 45           | 1,78         | 35          | 1,39        |        |        |  |
| Votes nuls               | Votes nuls               | Votes nuls               | 38           | 1,51         | 23          | 0,92        |        |        |  |
| Total                    | Total                    | Total                    | 2 522        | 100          | 2 513       | 100         | 29     | 5      |  |
| Abstention               | Abstention               | Abstention               | 3 471        | 57,92        | 3 494       | 58,17       |        |        |  |
| Inscrits / participation | Inscrits / participation | Inscrits / participation | 5 993        | 42,08        | 6 007       | 41,83       |        |        |  |

| Période        | Période                       | Identité          | Étiquette | Qualité                                                                                        |
| -------------- | ----------------------------- | ----------------- | --------- | ---------------------------------------------------------------------------------------------- |
| septembre 1944 | octobre 1947                  | Paul Bachelet     | PCF       | Employé du chemin de fer                                                                       |
| novembre 1947  | février 1955                  | Paul Hantz        |           |                                                                                                |
| février 1955   | mars 1959                     | André Lancial     |           |                                                                                                |
| mars 1959      | février 1971                  | Désiré Vercoutre  | MRP       | Comptable                                                                                      |
| mars 1971      | février 1983 (décès)          | André Lancial     | SE        | Directeur commercial                                                                           |
| février 1983   | mars 1989                     | Émile Sourmail    | DVG       | Agent SNCF, maire honoraire                                                                    |
| mars 1989      | mars 2008                     | François Ménard   | PS        | Professeur de collège                                                                          |
| mars 2008      | juillet 2020                  | Pascal Lachambre  | PS        | Retraité de l'enseignement Président de la CU d'Arras Réélu pour le mandat 2014-2020           |
| juillet 2020   | octobre 2023 (démission)      | Jean-Paul Leblanc | DVG       | Cadre retraité Premier adjoint (2023 → )                                                       |
| octobre 2023   | En cours (au 19 octobre 2023) | Patrick Lemaire   |           | Responsable de service à l'Inrap Premier adjoint (2020 → 2023) Vice-président de la CU d'Arras |

### Jumelages
| Ville | Ville          | Pays | Pays      | Période     |
| ----- | -------------- | ---- | --------- | ----------- |
|       | Idar-Oberstein |      | Allemagne | depuis 1966 |

## Équipements et services publics

### Justice, sécurité, secours et défense
La commune dépend du tribunal judiciaire d'Arras, du conseil de prud'hommes d'Arras, de la cour d'appel de Douai, du tribunal de commerce d'Arras, du tribunal administratif de Lille, de la cour administrative d'appel de Douai et du tribunal pour enfants d'Arras.

## Population et société

### Démographie
Les habitants de la commune sont appelés les Achicouriens.

#### Évolution démographique
L'évolution du nombre d'habitants est connue à travers les recensements de la population effectués dans la commune depuis 1793. Pour les communes de moins de 10 000 habitants, une enquête de recensement portant sur toute la population est réalisée tous les cinq ans, les populations de référence des années intermédiaires étant quant à elles estimées par interpolation ou extrapolation. Pour la commune, le premier recensement exhaustif entrant dans le cadre du nouveau dispositif a été réalisé en 2004.

En 2022, la commune comptait 7 899 habitants, en évolution de +2,88 % par rapport à 2016 (Pas-de-Calais : −0,72 %, France hors Mayotte : +2,11 %).
| 1793 | 1800 | 1806  | 1821  | 1831  | 1836  | 1841  | 1846  | 1851  |
| ---- | ---- | ----- | ----- | ----- | ----- | ----- | ----- | ----- |
| 896  | 969  | 1 017 | 1 246 | 1 310 | 1 289 | 1 290 | 1 364 | 1 371 |

| 1856  | 1861  | 1866  | 1872  | 1876  | 1881  | 1886  | 1891  | 1896  |
| ----- | ----- | ----- | ----- | ----- | ----- | ----- | ----- | ----- |
| 1 351 | 1 306 | 1 320 | 1 270 | 1 406 | 1 588 | 1 718 | 1 732 | 1 863 |

| 1901  | 1906  | 1911  | 1921  | 1926  | 1931  | 1936  | 1946  | 1954  |
| ----- | ----- | ----- | ----- | ----- | ----- | ----- | ----- | ----- |
| 1 947 | 2 086 | 2 160 | 2 047 | 3 704 | 3 963 | 3 753 | 3 637 | 4 516 |

| 1962  | 1968  | 1975  | 1982  | 1990  | 1999  | 2004  | 2006  | 2009  |
| ----- | ----- | ----- | ----- | ----- | ----- | ----- | ----- | ----- |
| 5 190 | 5 188 | 7 433 | 7 795 | 7 959 | 7 695 | 7 675 | 7 574 | 7 727 |

| 2014  | 2019  | 2022  | - | - | - | - | - | - |
| ----- | ----- | ----- | - | - | - | - | - | - |
| 7 750 | 7 957 | 7 899 | - | - | - | - | - | - |

#### Pyramide des âges
La population de la commune est relativement jeune.
En 2018, le taux de personnes d'un âge inférieur à 30 ans s'élève à 35,2 %, soit en dessous de la moyenne départementale (36,7 %). À l'inverse, le taux de personnes d'âge supérieur à 60 ans est de 27,7 % la même année, alors qu'il est de 24,9 % au niveau départemental.
En 2018, la commune comptait 3 652 hommes pour 4 226 femmes, soit un taux de 53,64 % de femmes, largement supérieur au taux départemental (51,5 %).
Les pyramides des âges de la commune et du département s'établissent comme suit.
| Hommes | Classe d’âge | Femmes |
| ------ | ------------ | ------ |
| 0,7    | 90 ou +      | 1,3    |
| 6,2    | 75-89 ans    | 8,9    |
| 18,1   | 60-74 ans    | 19,7   |
| 19,9   | 45-59 ans    | 20,1   |
| 17,7   | 30-44 ans    | 16,7   |
| 18,7   | 15-29 ans    | 17,0   |
| 18,7   | 0-14 ans     | 16,3   |

| Hommes | Classe d’âge | Femmes |
| ------ | ------------ | ------ |
| 0,5    | 90 ou +      | 1,6    |
| 5,6    | 75-89 ans    | 8,9    |
| 16,7   | 60-74 ans    | 18,1   |
| 20,2   | 45-59 ans    | 19,2   |
| 18,9   | 30-44 ans    | 18,1   |
| 18,2   | 15-29 ans    | 16,2   |
| 19,9   | 0-14 ans     | 17,9   |

### Manifestations culturelles et festivités
« La Fête du Moulin » organisée par la ville a lieu tous les ans, le 4e dimanche de septembre sur le parc de la Tourelle au pied du moulin. Les arts de la rue sont mis à l'honneur.
Depuis 2023, Ashikuru, un festival manga et culture japonaise à lieu chaque année à la médiathèque et la salle Gustave Desailly. Celui ci a lieu vers la fin du mois d'Octobre.

### Cultes
Notre-Dame de Pentecôte est la communauté catholique de la ville.

## Économie

### Revenus de la population et fiscalité
En 2021, la commune compte 3 606 ménages fiscaux, regroupant 7 811 personnes.
Le revenu fiscal médian par ménage, le taux de pauvreté des ménages et la part des ménages fiscaux imposés de la commune, du département du Pas-de-Calais et de la métropole sont les suivants :
- le revenu fiscal médian par ménage de la commune est de 21 900 €, supérieur à celui du département du Pas-de-Calais (20 720 €) et inférieur à celui de la France métropolitaine (23 080 €)[Insee 6],[Insee 7],[Insee 8] ;
- le taux de pauvreté des ménages de la commune est de 17 %, de 18,4 % au niveau du département et de 14,9 % au niveau de la métropole[Insee 9],[Insee 10],[Insee 11] ;
- la part des ménages fiscaux imposés dans la commune est de 49 %, de 44,1 % au niveau du département et de 53,4 % au niveau de la métropole[Insee 6],[Insee 7],[Insee 8].

## Culture locale et patrimoine

### Lieux et monuments

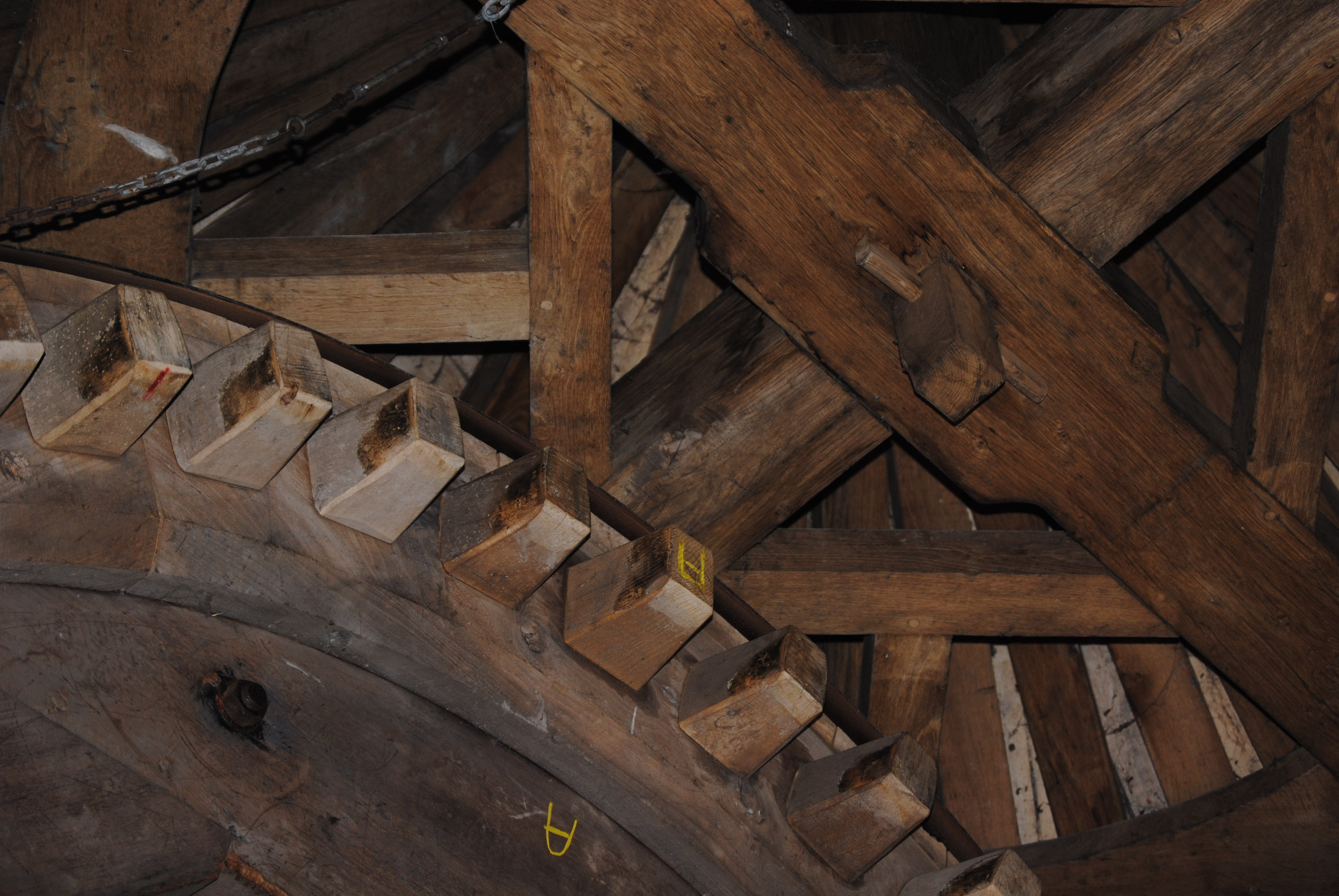
Détail du rouet du moulin à vent Hacart.

- Le moulin « Hacart », du nom de son ancien propriétaire, n'a pas survécu à la Première Guerre mondiale. En 1915, il fut éventré par des obus, la tempête hivernale de 1915/1916 fit tomber son toit et en 1917, il tomba littéralement en ruine.

Le souvenir de ce moulin est resté ancré dans la mémoire collective (article de presse, photos…).
La municipalité, au début des années 1990, décide sa reconstruction, la famille Hacart ayant fait don à la commune du terrain où se trouvent les anciennes fondations. Celui-ci fut inauguré en 1994.
- Le moulin de la Tourelle, reconstruit presque à l'identique, est l'un des derniers moulins à vent ayant un droit de production (contingent de blé).

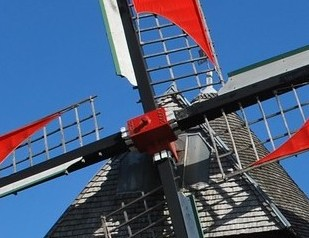
Au centre des ailes : la tête d'essieu (changée en 2000).

Sur le lieu-dit du Caumont, où se dresse l'actuel moulin, se trouvait déjà au XIVe siècle un moulin en bois sur pivot.
Vers 1800, un moulin tour en pierre y fut construit. Dans un premier temps moulin à tordre l'huile, il est devenu moulin à farine au début des années 1840.
La commune en a fait un patrimoine historique et culturel. Il est redevenu un lieu de rencontre et de découverte d'un savoir-faire pour de nombreux visiteurs.
Il n'est pas seulement le rescapé d'un temps révolu, un émouvant monument. Ses ailes flamandes entraînent, si le vent le permet, les mécanismes et régulièrement les meules qui font craquer la charpente et embaument l'air des parfums de froment.
- Le monument aux morts[49].
- Le cimetière militaire britannique Achicourt Road Cemetery.

### Cartes postales anciennes

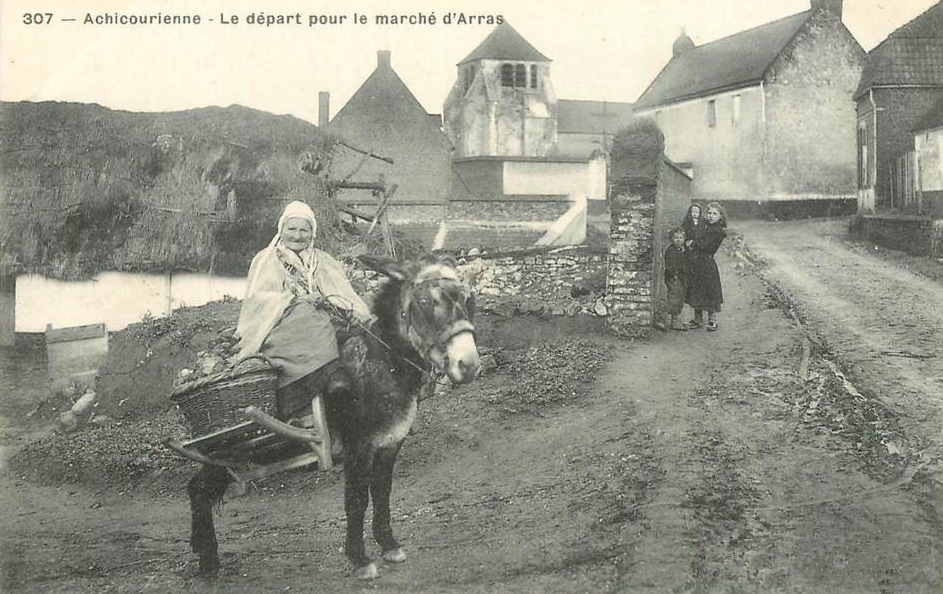
Achicourrienne partant pour le marché.
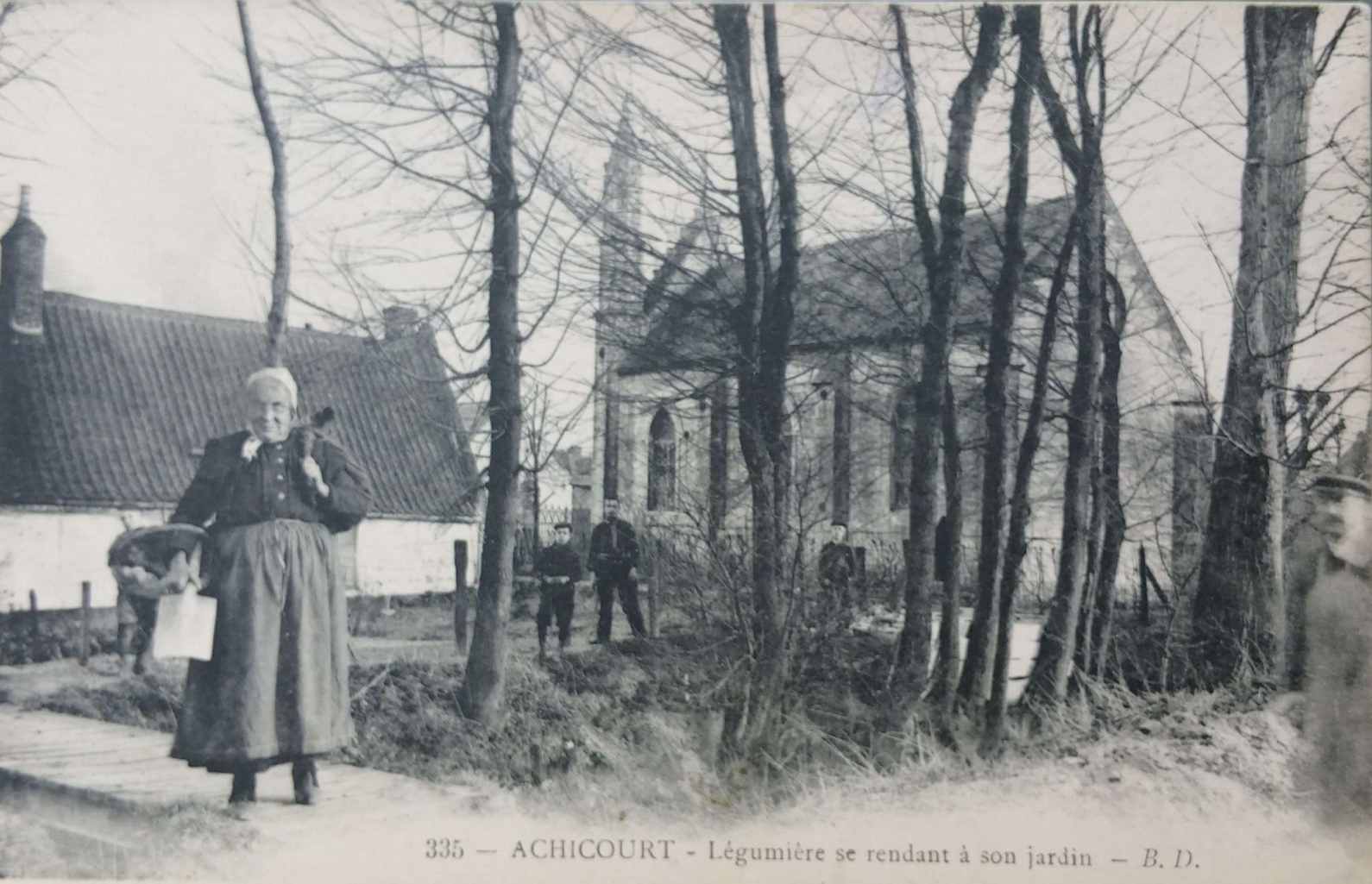
Achicourienne devant l'ancienne église.
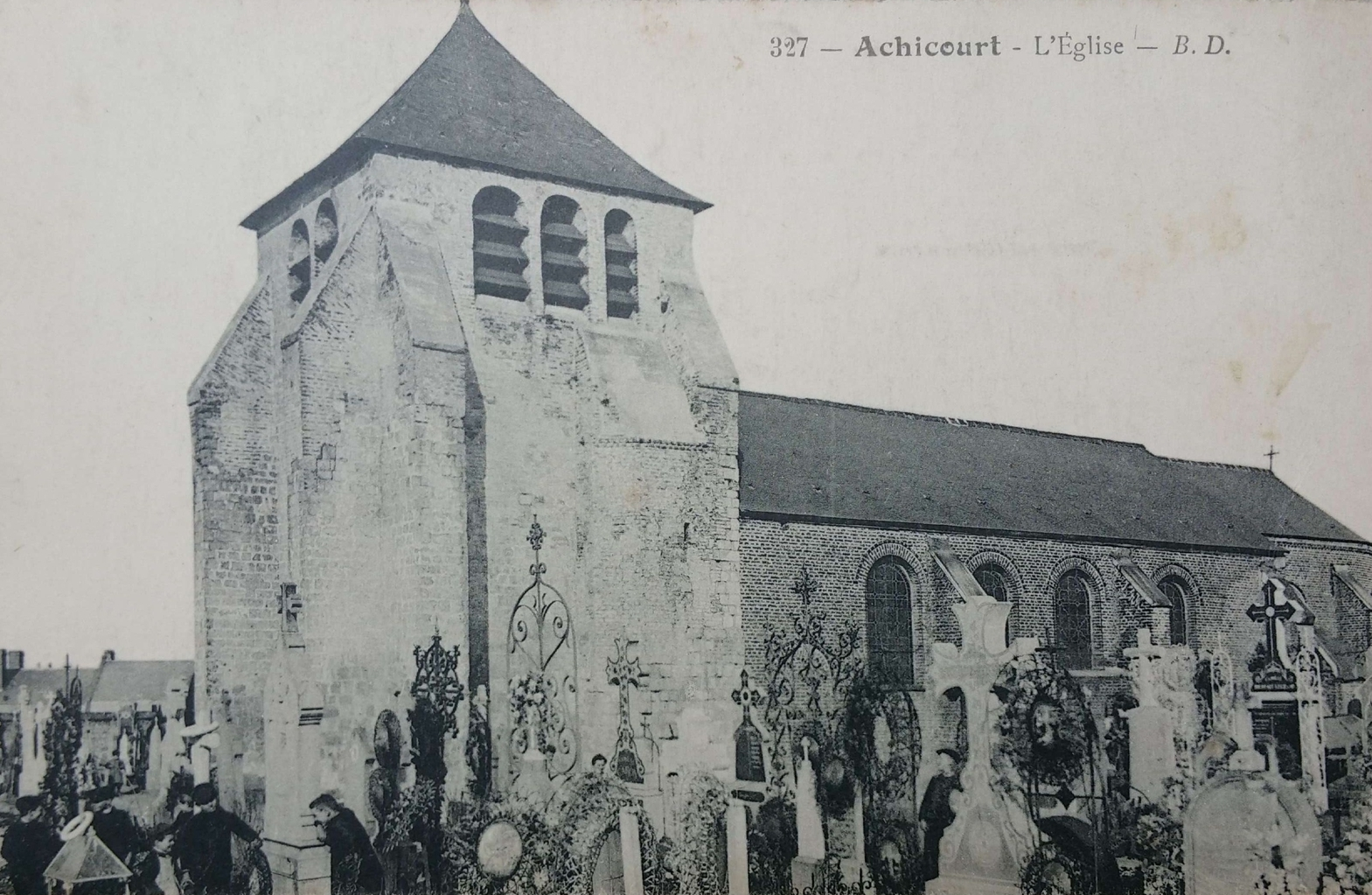
L'ancienne église détruite en 1917.
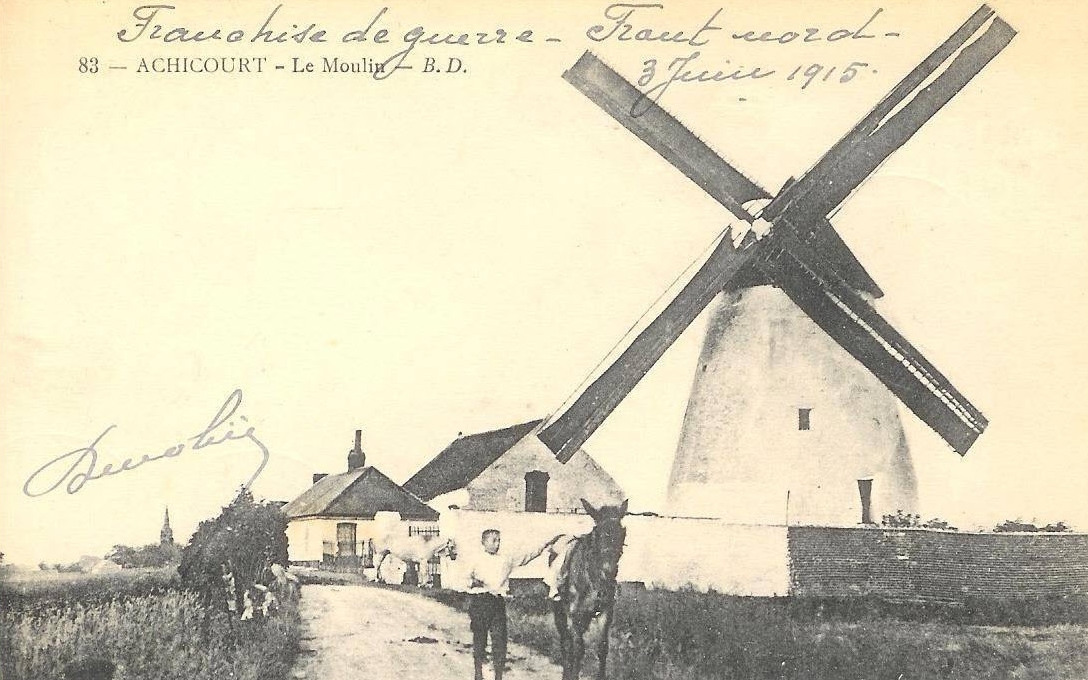
Le moulin avant la guerre.
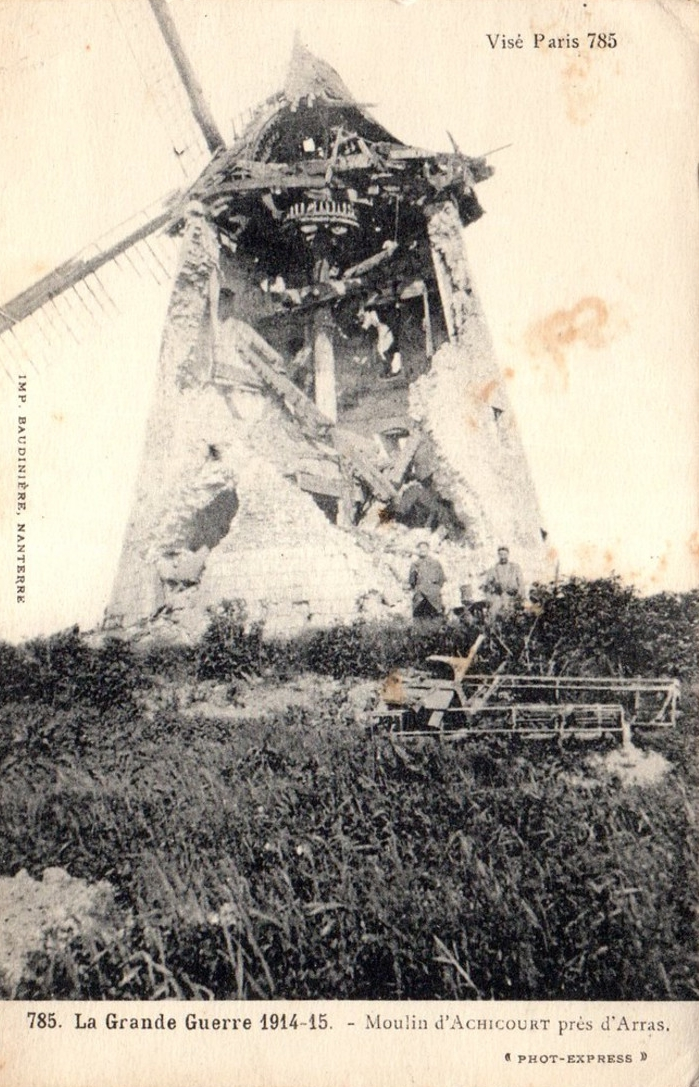
Le moulin en 1920
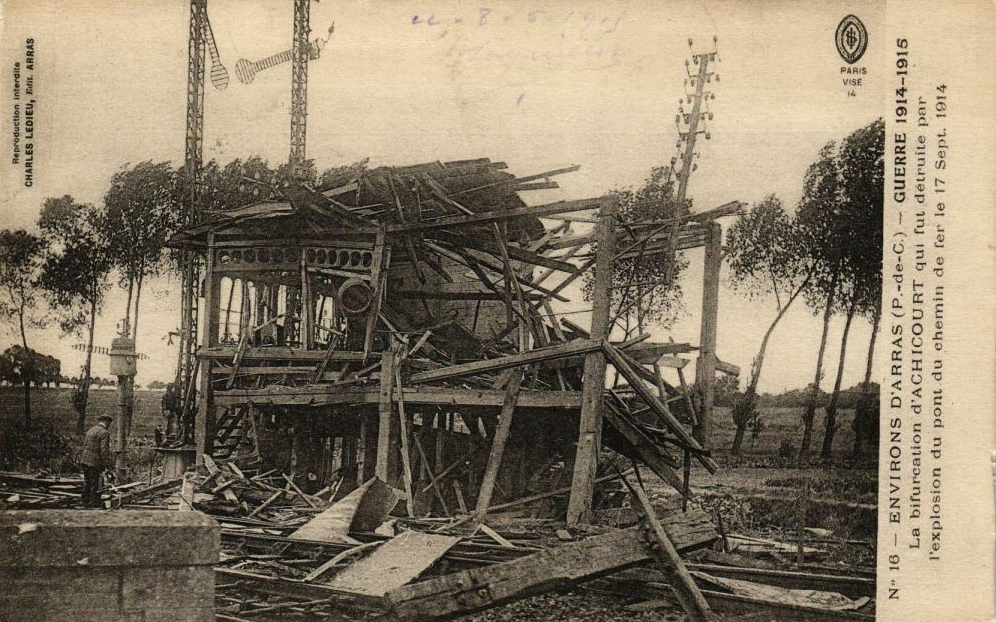
Ruines du secteur ferroviaire en 1919.

### Héraldique
| Blason de Achicourt | Blason  | D'hermine au chef de gueules.                    |
| Blason de Achicourt | Détails | Le statut officiel du blason reste à déterminer. |

## Pour approfondir

#### Bases de données, dictionnaires et encyclopédies
- Ressources relatives à la géographie :   - Insee (communes)
  - Ldh/EHESS/Cassini
- Ressource relative à plusieurs domaines :   - Annuaire du service public français
- Ressource relative à la musique :   - MusicBrainz
- Notices d'autorité :   - VIAF
  - BnF (données)
  - LCCN
  - Israël